# Nậm Xé
Nậm Xé là một xã thuộc huyện Văn Bàn, tỉnh Lào Cai, Việt Nam.
Xã Nậm Xé có diện tích 169,64 km², dân số năm 1999 là 664 người,, mật độ dân số đạt 4 người/km².